# Juan Augusto Gómez
Juan Augusto Gómez Olmos (Tucumán , 24 de mayo de 1974) es un exfutbolista argentino con pasaporte mexicano. Su posición es mediocampista.

## Debut
Aunque sus fuentes son desconocidas del debut de Augusto en el Club El Porvenir en Argentina su debut en el fútbol mexicano se dio el sábado 14 de agosto de 1999 con el Tigres de la UANL contra el Atlas de Guadalajara el cual terminó 3-2 a favor de los rojinegros.

## Perfil futbolístico
Jugador argentino que reforzó a los Tigres sin mucha fortuna. Se le recuerdan goles ocasionales en sus tiros desde fuera del área. Desapareció de la Primera División mexicana durante 6 años y regresa con el Veracruz para el Apertura 2006. Regresa a la Primera "A" para lograr el ascenso con los Indios de Ciudad Juárez y juega en el máximo circuito con ellos en el Apertura 2008.

## Trayectoria
En sus inicios como futbolista empezó en las inferiores del Club El Porvenir en Argentina en el cual debutó en el año de 1995 iniciando con una carrera no muy brillante a pesar de su talento Juan Augusto luego de un año de su debut no tuvo mucha regularidad sino tres años después, hasta 1999 cuando el Tigres de la UANL decidió confiar en su potencial y ficharlo en el cual no pudo explotarlo como se suponía por su falta de goles tigres decidió prestarlo ese mismo año a Tigrillos de la UANL una franquicia local de Monterrey que recién se había mudado a Ciudad Juárez, Chihuahua en el cual duró medio año para después regresar al conjunto de San Nicolás de las garzas para durar otro medio año y volver a Tigrillos de la UANL a principios del 2000 y después de seis meses pasar al equipo de Correcaminos de la UAT para otra vez estar todo el año del 2001 con el conjunto de Tigrillos de la UANL.Para iniciar el 2002 con medio año en el Correcaminos de la UAT y luego fichar por el Aguascalientes FC por un año y medio para después estar otro torneo con el Correcaminos de la UAT y terminar el 2004 con el conjunto Cobras de Ciudad Juárez. Al término del clausura 2005 de la Liga de Ascenso de México el ya veterano argentino fichó por el equipo de Lobos de la BUAP para jugar el apertura 2005.Al finalizar aquel torneo lo contrató el Tampico Madero Fútbol Club para que jugara medio año con el conjunto de los jaibos, equipo en el cual jugó tan excelente que los Tiburones Rojos de Veracruz lo compró y con esto se concretó el regreso a Primera División de México después de seis años de ver jugado cuando lo fichó el Tigres de la UANL.Debido a su constante baja de juego los Tiburones Rojos de Veracruz decidieron transferirlo al Tiburones Rojos de Coatzacoalcos filial en el que jugó un año. Gracias a su largo tiempo de su carrera en México le concedieron el pasaporte mexicano para no ocupar plaza de extranjero en el

## Indios de Ciudad Juárez
Para la temporada de 2007-2008 Indios hizo oficial su fichaje por dos años equipo en el que logró el ascenso al máximo circuito al término de su contrato fue prestado al equipo de Lobos de la BUAP en el cual estuvo toda una temporada para regresar al apertura 2010 de la Liga de Ascenso de México y consolidarse al grado de ser el clásico número 10 del equipo de la tribu. Hoy en día es uno de los jugadores más importantes del equipo de los Indios de Ciudad Juárez junto con el maleno Julio Daniel Frías Adame uno de los más experimentados. El 29 de diciembre se anunció la desafiliación del club Indios de Ciudad Juárez por lo que el jugador pasó a ser agente libre.

## Leones Negros de la Universidad de Guadalajara
El club del Ascenso MX ficha al jugador argentino después de haber quedado como agente libre durante la desafiliación del equipo juarense Club de Fútbol Indios el cual ya estaba jugando en esa misma liga.

## Retiro y carrera como auxiliar
Al salir de UdeG, ya no se mostró más de él, hasta que para el Apertura 2014, se convirtió en Auxiliar Técnico del Altamira, así dando su Retiro de las Canchas.

## Clubes
| Club                             | País      | Año         |
| -------------------------------- | --------- | ----------- |
| Club El Porvenir                 | Argentina | 1995 - 1996 |
| Tigres de la UANL                | México    | 1999 - 1999 |
| Tigrillos de la UANL             | México    | 1999 - 1999 |
| Tigres de la UANL                | México    | 2000 - 2000 |
| Correcaminos de la UAT           | México    | 2000 - 2000 |
| Tigrillos de la UANL             | México    | 2001 - 2001 |
| Aguascalientes                   | México    | 2002 - 2002 |
| Correcaminos de la UAT           | México    | 2002 - 2004 |
| Cobras de Ciudad Juárez          | México    | 2004 - 2005 |
| Lobos de la BUAP                 | México    | 2005        |
| Tampico Madero Fútbol Club       | México    | 2006        |
| Tiburones Rojos de Veracruz      | México    | 2006 - 2007 |
| Tiburones Rojos de Coatzacoalcos | México    | 2006 - 2007 |
| Indios de Ciudad Juárez          | México    | 2007 - 2009 |
| Lobos de la BUAP                 | México    | 2009 - 2010 |
| Indios de Ciudad Juárez          | México    | 2010 - 2011 |
| Leones Negros                    | México    | 2013        |